# Lepanthes florencia
Lepanthes florencia är en orkidéart som beskrevs av Donald Dungan Dod och Carlyle August Luer. Lepanthes florencia ingår i släktet Lepanthes och familjen orkidéer.
Artens utbredningsområde är Haiti. Inga underarter finns listade i Catalogue of Life.